# Estação Trinitat Vella

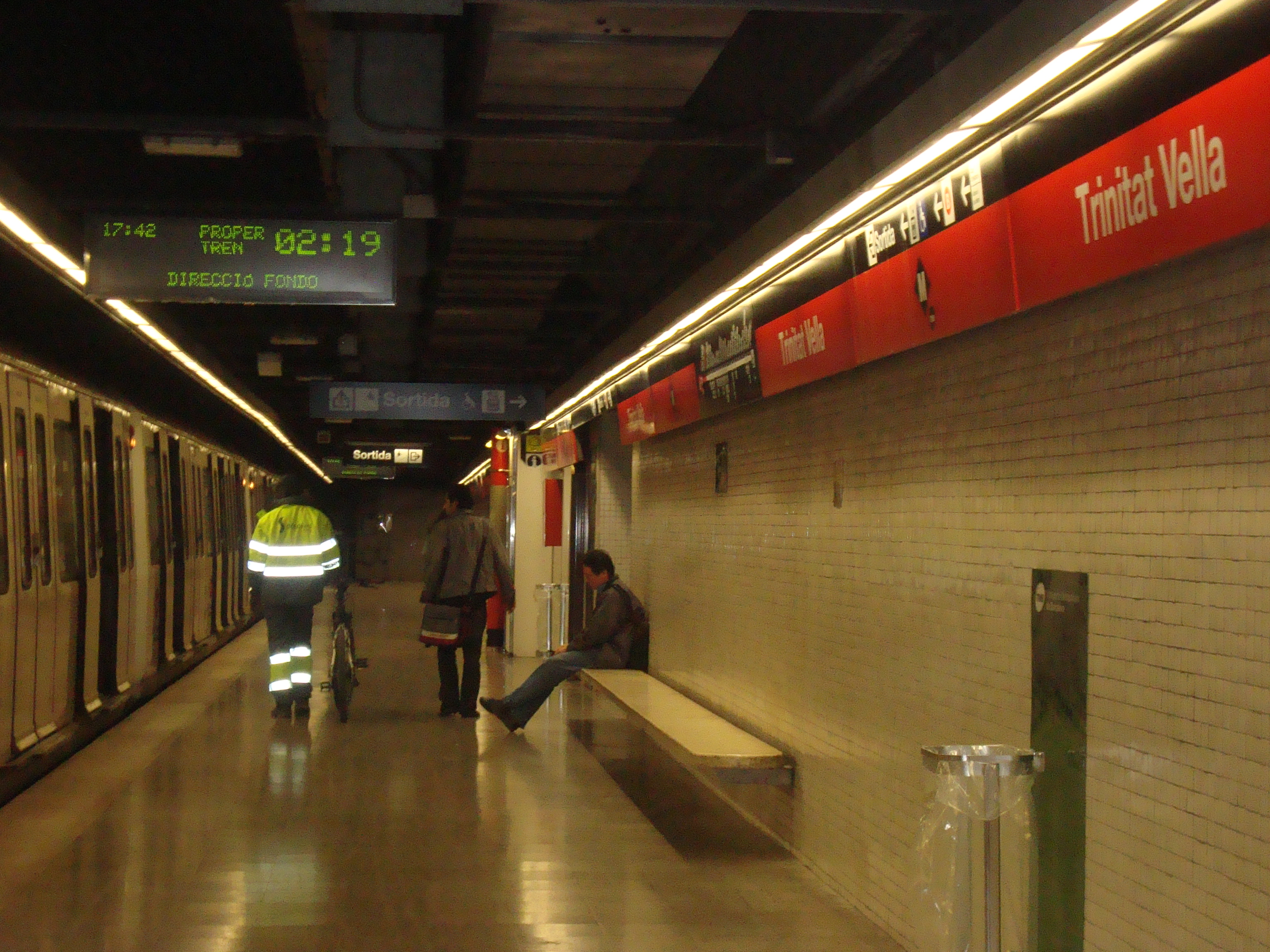
Estação Sant Andreu em 2010.

Trinitat Vella é uma estação da Linha 1 do Metro de Barcelona.

## Localização
Localizada abaixo do Nus de la Trinitat e próximo ao parque Trinidad no distrito de San Andrés de Barcelona e foi inaugurado em 1983 com a extensão para Santa Coloma. Posteriormente, devido à construção da Ronda de Dalt, foi reconstruída em 1992.

## Expansão
Espera-se que a Linha 3 seja estendida de Trinitat Nova a Trinitat Vella. Esta nova estação não abrirá ao público até 2022.